# Motto dell'Unione europea
Il motto europeo è Unita nella diversità (in latino: In varietate concordia). Fu inizialmente scelto tramite un processo spontaneo nel 2000 tra le varie proposte inviate al sito web "www.devise-europe.org" da studenti di tutti i paesi membri, e quindi accettato dalla Presidente del Parlamento europeo, Nicole Fontaine.
Il motto sarà probabilmente presto sostituito da quello leggermente modificato, Uniti nella diversità, che è stato scritto nella bozza della Costituzione europea e appare oggi nei siti web ufficiali dell'Unione europea.
Curiosamente, il motto è praticamente identico al motto sudafricano, adottato ufficialmente il 27 aprile 2000: !ke e: /xarra //ke in /Xam, una lingua Khoisan estinta. Bhinneka Tunggal Ika, tradotto come "Unità nella diversità", è inoltre il motto nazionale dell'Indonesia. È infine simile a E pluribus unum (in latino significa "da molti, uno"), che è uno dei due motti ufficiali degli Stati Uniti d'America.

## Traduzioni

### Nelle lingue ufficiali degli stati membri dell'Unione europea
- Bulgaro - Единни в многообразието (Edinni v mnogoobrazieto)
- Ceco - Jednotnost v rozmanitosti
- Croato - Ujedinjeni u različitosti
- Danese - Forenet i mangfoldighed
- Estone - Ühtsus erinevuses
- Finlandese - Moninaisuudessaan yhtenäinen
- Francese - Unie dans la diversité
- Gaelico - Aontaithe san éagsúlacht
- Greco - Ενότητα στην πολυμορφία (Enotita stin polimorphia)
- Inglese - United in diversity
- Italiano - Unita nella diversità
- Lettone - Vienotība dažhādībā
- Lituano - Vienybė įvairialypiškume
- Maltese - Magħqudin fid-diversità
- Olandese - In verscheidenheid verenigd
- Polacco - Jedność w różności
- Portoghese - Unidade na diversidade
- Rumeno - Unitate în diversitate
- Slovacco - Jednota v rozdielnosti
- Sloveno - Združeni v raznolikosti
- Spagnolo - Unida en la diversidad
- Svedese - Förenat i mångfalden
- Tedesco - In Vielfalt geeint
- Ungherese - Egység a sokféleségben

### Nelle lingue internazionali ausiliarie
- Esperanto - Unuiĝintaj en diverseco

### Nelle lingue ufficiali degli stati candidati ad entrare nell'Unione europea
- Ucraino - Об'єднані в різноманітності (Ob'yednani v riznomanitnosti)
- Macedone - Единство во различноста (Edinstvo vo različnosta)
- Serbo - Уједињени у различитости (Ujedinjeni u različitosti)
- Montenegrino -
- Turco - Çoklukta birlik
- Albanese - Bashkimi mes ndryshimeve